# Фридрих I Шенк фон Лимпург
Фридрих I Шенк фон Лимпург (на немски: Friedrich I Schenk von Limpurg; * пр. 1274; † 1320) е наследствен имперски шенк на замък Лимпург до Швебиш Хал в Баден-Вюртемберг.

## Произход
Той е син на Валтер II Шенк фон Лимпург († ок. 1283) и съпругата му Елизабет фон Варберг († 1287), дъщеря на Улрих фон Варберг. Внук е на Валтер I Шенк фон Шюпф-Лимпург († 1249) и Агнес вер. фон Хелфенщайн. Правнук е на Валтер II Шенк фон Шюпф († сл. 1218) и Ирментруд фон Боланден († 1256). Племенник е на минезингер Шенк Конрад фон Лимпург († сл. 1286). Сестра му († сл. 1274/1300) се омъжва пр. 1274 г. за Улрих фон Рехберг († 1326).
Дядо му Валтер I Шенк фон Шюпф-Лимпург е в свитата на крал Хайнрих VII и съветник на Конрад IV. Преди 1230 г. той построява замък Лимпург при Швебиш Хал на получения от съпругата му като зестра терен и започва да се нарича фон Лимпург.

## Фамилия
Фридрих I Шенк фон Лимпург се жени за Мехтилд фон Дилсберг-Дюрн († сл. 1292), дъщеря на граф Бопо II фон Дюрн-Дилсберг († 1290) и Агнес фон Хоенлое-Романя († сл. 1314), дъщеря на граф Готфрид I фон Хоенлое-Романя († 1254/1255) и Рихица/Рикса фон Краутхайм († 1262). Те имат един син:
- Фридрих II Шенк фон Лимпург († 1333), шенк на Лимпург, женен за Мехтилд фон Рехберг († 1336)